# Estelle Swaray

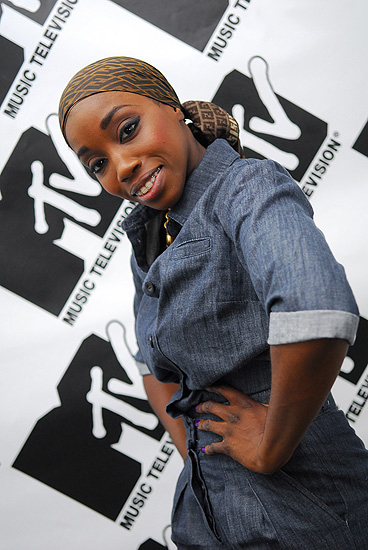
Estelle (2008)

Estelle Fanta Swaray (* 18. Januar 1980 in London), Künstlername Estelle, ist eine britische Sängerin.

## Werdegang
Estelle wurde 1980 in West London geboren. Sie ist eines von acht Kindern einer senegalesischen Mutter und eines Vaters aus Grenada.
Estelle gründete ihr eigenes Label, Stellar Ents, und veröffentlichte die Mixtapes Da Heat Part 1 und Da Heat Part 2. Nachdem diese in der Szene erfolgreich waren, folgte 2004 das erste Studioalbum The 18th Day mit den Single-Auskopplungen 1980, Free und Go Gone, die alle die Top 40 der britischen Charts erreichten. Im selben Jahr war sie auch Teil des Benefizprojekts Band Aid 20.
2008 erschien ihr zweites Album Shine, auf dem die Künstler will.i.am, Wyclef Jean, Mark Ronson, CeeLo Green, Swizz Beatz und John Legend Gastauftritte haben. Bei der ersten Singleauskopplung American Boy, welche denselben Beat wie will.i.ams Impatient von dessen Album Songs About Girls benutzt, wird sie von Kanye West unterstützt. In Großbritannien eroberte sie Platz 1 der Hitparade.
Im Oktober 2008 veröffentlicht sie eine weitere Single, Come Over, ein Duett mit Sean Paul.
Von 2013 bis 2019 ist sie als Garnet in der Serie Steven Universe zu hören.
2015 und 2017 hatte sie Gastauftritte in der Serie Empire als Delphine (Staffel 1 und 3).

## Diskografie

### Alben
| Jahr | Titel        | Höchstplatzierung, Gesamtwochen, AuszeichnungChartplatzierungen (Jahr, Titel, Platzierungen, Wochen, Auszeichnungen, Anmerkungen) | Höchstplatzierung, Gesamtwochen, AuszeichnungChartplatzierungen (Jahr, Titel, Platzierungen, Wochen, Auszeichnungen, Anmerkungen) | Höchstplatzierung, Gesamtwochen, AuszeichnungChartplatzierungen (Jahr, Titel, Platzierungen, Wochen, Auszeichnungen, Anmerkungen) | Höchstplatzierung, Gesamtwochen, AuszeichnungChartplatzierungen (Jahr, Titel, Platzierungen, Wochen, Auszeichnungen, Anmerkungen) | Höchstplatzierung, Gesamtwochen, AuszeichnungChartplatzierungen (Jahr, Titel, Platzierungen, Wochen, Auszeichnungen, Anmerkungen) | Anmerkungen                            |
| Jahr | Titel        | DE | AT | CH | UK | US | Anmerkungen                            |
| ---- | ------------ | --- | --- | --- | --- | --- | -------------------------------------- |
| 2004 | The 18th Day | — | — | — | UK35 (3 Wo.)UK | — | Erstveröffentlichung: 18. Oktober 2004 |
| 2008 | Shine        | DE29 (5 Wo.)DE | AT61 (5 Wo.)AT | CH29 (13 Wo.)CH | UK6 Gold · (22 Wo.)UK | US38 (30 Wo.)US | Erstveröffentlichung: 31. März 2008    |
| 2012 | All of Me    | — | — | — | — | US28 (6 Wo.)US | Erstveröffentlichung: 24. Februar 2012 |

Weitere Alben
- 2015: True Romance
- 2018: Lovers Rock

### Singles
| Jahr | Titel Album                                        | Höchstplatzierung, Gesamtwochen, AuszeichnungChartplatzierungen (Jahr, Titel, Album, Platzierungen, Wochen, Auszeichnungen, Anmerkungen) | Höchstplatzierung, Gesamtwochen, AuszeichnungChartplatzierungen (Jahr, Titel, Album, Platzierungen, Wochen, Auszeichnungen, Anmerkungen) | Höchstplatzierung, Gesamtwochen, AuszeichnungChartplatzierungen (Jahr, Titel, Album, Platzierungen, Wochen, Auszeichnungen, Anmerkungen) | Höchstplatzierung, Gesamtwochen, AuszeichnungChartplatzierungen (Jahr, Titel, Album, Platzierungen, Wochen, Auszeichnungen, Anmerkungen) | Höchstplatzierung, Gesamtwochen, AuszeichnungChartplatzierungen (Jahr, Titel, Album, Platzierungen, Wochen, Auszeichnungen, Anmerkungen) | Anmerkungen                                                        |
| Jahr | Titel Album                                        | DE | AT | CH | UK | US | Anmerkungen                                                        |
| ---- | -------------------------------------------------- | --- | --- | --- | --- | --- | ------------------------------------------------------------------ |
| 2002 | Trixstar Kik Off                                   | — | — | — | UK54 (2 Wo.)UK | — | Blak Twang feat. Estelle                                           |
| 2004 | 1980 The 18th Day                                  | — | — | — | UK14 (8 Wo.)UK | — | Erstveröffentlichung: 19. Juli 2004                                |
| 2004 | Free The 18th Day                                  | — | — | — | UK15 (6 Wo.)UK | — | Erstveröffentlichung: 4. Oktober 2004 feat. Megaman                |
| 2005 | Outspoken – Part 1 –                               | — | — | — | UK74 (2 Wo.)UK | — | Erstveröffentlichung: 31. Januar 2005 mit Ben Watt & Baby Blak     |
| 2005 | Go Gone The 18th Day                               | — | — | — | UK32 (4 Wo.)UK | — | Erstveröffentlichung: 29. März 2005                                |
| 2005 | Why Go? 2005 Forever Faithless – The Greatest Hits | — | — | — | UK49 (3 Wo.)UK | — | Erstveröffentlichung: 30. Mai 2005 Faithless feat. Estelle         |
| 2008 | American Boy Shine                                 | DE5 Gold · (19 Wo.)DE | AT7 (26 Wo.)AT | CH5 (41 Wo.)CH | UK1 ×4Vierfachplatin · (45 Wo.)UK | US9 ×5Fünffachplatin · (30 Wo.)US | Erstveröffentlichung: 24. März 2008 feat. Kanye West               |
| 2008 | No Substitute Love Shine                           | DE72 (2 Wo.)DE | — | — | UK30 (6 Wo.)UK | — | Erstveröffentlichung: 15. Juli 2008                                |
| 2008 | Come Over Shine                                    | DE62 (2 Wo.)DE | AT55 (1 Wo.)AT | — | — | — | Erstveröffentlichung: 16. September 2008 feat. Sean Paul           |
| 2009 | World Go Round Back on My B.S.                     | — | — | — | UK66 (3 Wo.)UK | — | Erstveröffentlichung: 6. April 2009 Busta Rhymes feat. Estelle     |
| 2009 | One Love                                           | DE18 (25 Wo.)DE | AT20 (14 Wo.)AT | CH48 (8 Wo.)CH | UK46 (5 Wo.)UK | — | Erstveröffentlichung: 23. November 2009 David Guetta feat. Estelle |
| 2011 | Thank You All of Me                                | — | — | — | — | US100 (1 Wo.)US | Erstveröffentlichung: 4. Oktober 2011                              |
| 2014 | Conqueror True Romance                             | DE87 (1 Wo.)DE | — | — | — | US42 (2 Wo.)US | Erstveröffentlichung: 22. Juli 2014 mit Jussie Smollett            |

Weitere Singles
- 2002: Uptown Top Rankin’ (Joni Rewind feat. Estelle)
- 2007: Wait a Minute (Just a Touch) (feat. will.i.am)
- 2008: No Substitute Love
- 2008: Come Over (feat. Sean Paul)
- 2010: Freak (feat. Kardinal Offishall)
- 2010: Fall In Love (feat. Nas)
- 2011: Break My Heart (feat. Rick Ross)

## Auszeichnungen für Musikverkäufe
| Goldene Schallplatte - Belgien - 2008: für die Single American Boy - Italien - 2021: für die Single American Boy - Neuseeland - 2022: für das Album Shine - Vereinigte Staaten - 2023: für das Lied Garden Shed | Platin-Schallplatte - Australien - 2008: für die Single American Boy - Dänemark - 2008: für die Single American Boy 3× Platin-Schallplatte - Neuseeland - 2023: für die Single American Boy |

Anmerkung: Auszeichnungen in Ländern aus den Charttabellen bzw. Chartboxen sind in ebendiesen zu finden.
| Land/RegionAuszeichnungen für Musikverkäufe (Land/Region, Auszeichnungen, Verkäufe, Quellen) | Gold     | Platin       | Verkäufe  | Quellen              |
| -------------------------------------------------------------------------------------------- | -------- | ------------ | --------- | -------------------- |
| Australien (ARIA)                                                                            | —        | Platin1      | 70.000    | aria.com.au          |
| Belgien (BRMA)                                                                               | Gold1    | —            | 15.000    | ultratop.be          |
| Dänemark (IFPI)                                                                              | —        | Platin1      | 15.000    | Einzelnachweise      |
| Deutschland (BVMI)                                                                           | Gold1    | —            | 300.000   | musikindustrie.de    |
| Italien (FIMI)                                                                               | Gold1    | —            | 35.000    | fimi.it              |
| Neuseeland (RMNZ)                                                                            | Gold1    | 3× Platin3   | 97.500    | radioscope.co.nz NZ2 |
| Vereinigte Staaten (RIAA)                                                                    | Gold1    | 5× Platin5   | 5.500.000 | riaa.com             |
| Vereinigtes Königreich (BPI)                                                                 | Gold1    | 4× Platin4   | 2.500.000 | bpi.co.uk            |
| Insgesamt                                                                                    | 6× Gold6 | 14× Platin14 |           |                      |

## Auszeichnungen
- 2008: BET J Virtual Awards – Soul Approved – Best New Artist
- 2008: MOBO Awards – Best UK Female
- 2008: MOBO Awards – Best Song für American Boy (feat. Kanye West)
- 2008: UMA Awards – Best Collaboration für American Boy (feat. Kanye West)
- 2008: The 02 Silver Clef Awards – Download of the Year für American Boy (feat. Kanye West)
- 2008: World Music Awards – Best New R&B Act
- 2009: Grammy – Best Rap/Sung Collaboration für American Boy (feat. Kanye West)